# Dolichopeza (Eudolichopeza) lipophleps
Dolichopeza (Eudolichopeza) lipophleps is een tweevleugelige uit de familie langpootmuggen (Tipulidae). De soort komt voor in het Afrotropisch gebied.